# Ras Elased Australis
Ras Elased Australis, o simplemente Ras Elased, es el nombre de la estrella ε Leonis (ε Leo / 17 Leonis), la quinta más brillante en la constelación de Leo con magnitud aparente +2,97.

## Nombre
El nombre de Ras Elased Australis tiene un origen mixto: Australis, proviene del latín y significa «Sur», mientras que Ras Elased viene del árabe Al ras al asad al janubiyyah, «la Estrella del Sur de la Cabeza del León». Por ello también se la conoce como Algenubi, nombre utilizado para designar a varias estrellas distintas.
En la antigua Babilonia, ε Leonis marcaba la decimocuarta constelación eclíptica, Rishu A., «la Cabeza del León».
En la astronomía china era Ta Tsze, «el Príncipe Heredero»; asimismo, esta estrella y Rasalas (μ Leonis) eran conocidas como Tsze Fe.

## Características
Ras Elased Australis es una gigante luminosa amarilla de tipo espectral G1II situada a 251 años luz de distancia. Con una temperatura de 5300 K, sus características físicas son semejantes a las de Capella B (α Aurigae) o Sham (α Sagittae).
Brilla con una luminosidad 360 veces superior a la del Sol y gira sobre sí misma lentamente —su velocidad de rotación es de 5,7 km/s, siendo este sólo el límite inferior—, lo que implica que su período de rotación es igual o inferior a 200 días.
Teniendo en cuenta que cuánto mayor es la masa de una estrella más corta es su vida, Ras Elased Australis, con una masa 4 veces mayor que el Sol, puede haber vivido unos 165 millones de años desde que se formó como una estrella azul de la secuencia principal. Al acabar la fusión del hidrógeno en helio, está entrando en la fase de gigante roja; en este primer estadio, de corta duración, el color es amarillo, pero el tamaño ha aumentado considerablemente —su diámetro es 23 veces más grande que el diámetro solar—. En un futuro próximo se convertirá en una verdadera gigante roja.